# كمال أبو رية
كمال أبو رية (23 أكتوبر 1962 - )، ممثل مصري. تخرج من معهد الفنون المسرحية عام 1985، وهو زوج الممثلة المصرية ماجدة زكيسابقا، شارك بعدد كبير من الأعمال في التلفزيون.

## أعماله[6]

### أفلام
| - قيود من حرير:2011 - عزازيل:2011-عزازيل - أنساك يا قلبي: 1996 - دماء بعد منتصف الليل:1995 - كلهم في جهنم:1994 - قبضة الهلالي:1991 - الصفقة:1991-مصطفى | - صبيان المعلم:1990 - ليلة عسل:1990 - غلطة أم:1989 - عندما يتكلم الصمت:1988-سمير - الهروب من الخانكة:1986-كامل المكسح - وداعا يا ولدي:1986-عادل | - الاختلاط ممنوع:1986 - الناس الغلابة:1986 - الشاهد الأخرس:1985 - تل العقارب:1985-نصار شقيق نوسا - رجب الوحش:1985-د. مراد | - آباء وأبناء:1985 - الطوفان:1985-أحمد - كف وأربع أصابع - دقة قديمة - آخر ليالي الشتاء |

### مسلسلات
| - أفراح إبليس (ج2):2018 - السلطان والشاه:2018-القائد ستاجلو - الوتر:2018 - بركة:2018 - الزيبق:2017-الشيخ ياسر -ضيف شرف - قصر العشاق:2017-مراد الألفي - عفاريت عدلي علام:2017-سامي - مأمون وشركاه:2016-اللواء فهمي - قضاة عظماء (ج1، 2):2016، 2017-القاضي سليمان الأسود - أوراق التوت:2015-الطبيب بن أحمد - ألف ليلة وليلة:2015-النعمان - كان ياما كان (ج1، 2):2013 - لحظة ميلاد:2011-وفيق - ملكة في المنفى:2010-أحمد حسنين باشا - الوتر المشدود:2009-هاني - علي مبارك:2008-علي مبارك - سكة اللي يروح:2007-هاني رسلان - إمرأة في شق الثعبان:2007-بكري - الجبل:2006-حسين - العندليب حكاية شعب:2006-إسماعيل شبانة - حارة العوانس:2006-ضيف الحلقات - قصاقيص ورق:2005 - دوائر الشك:2005 | - طائر الحب:2005-عزمي - اعترافات الثعالب:2005 - ورد النيل:2005 - السيرة العاشورية (ج2):2005-سليمان الناجي - قيود بلا قضبان:2004 - المرسي والأرض:2004 - أهل الرحمة:2004-صالح - وهج الصيف:2004 - فلاح في بلاط صاحبة الجلالة:2003 - غدر وكبرياء:2003-جلال - ملفات سرية:2003-رفعت حافظ - سيف اليقين:2002-الحلاج - حلم ابن السبيل:2002-مراد - الأحلام البعيدة:2002-فؤاد - قاسم أمين:2002-قاسم أمين - الوجه الغامض:2001 - سوق العصر:2001-سيد العايق - حمزة وبناته الخمسة:2001-حمدي - صيف ساخن جدا:2000-حسام - الفرار من الحب:2000-حجاج - حديقة الشر:2000-احمد - زي القمر:2000 - الأقدار:2000 | - حاره المعز:2000 - موال الحب والغضب:1999 - نسر الشرق (ج1):1999 - الليث بن سعد:1999-شعيب بن الليث بن سعد - أم كلثوم:1999-أحمد رامي - مذكرات ضرة:1999 - خلف الأبواب المغلقة:1999-فؤاد - عطشان يا صبايا:1999 - أحلام سليمان:1999 - الأبطال (ج2):1998-رضوان - المسداوية:1998 - عصر الأئمة:1998-الخليفة المهدي - بنات سعاد هانم:1998-الدكتور جمال - الحساب:1998-أشرف - أوراق من المجهول:1998-عمرو الشرقاوي - أوراق مصرية (ج1):1998-هاشم - جمهورية زفتى:1997-يوسف الجندي - السيرة الهلالية (ج1):1997-حسن ابن سرحان - أبناء دهشان:1997 - عدل الأيام:1996-حمدي - أولاد الأصول:1995 - قلبي ليس في جيبي:1994 - عفوا سيدي الوالد:1994 | - عروس البحر:1993-عبود - السيرة العربية:1992 - حصاد الحب:1992 - علي عليوة:1992-مصطفى - تحت اقدام الزمن:1991 - النوة:1991-بدر جابر قبطان - ليه يا زمن:1989 - السرايا:1987 - بين القصرين:1987-فهمي - مع مرتبة الشرف:1987 - الهروب إلى السجن:1987 - المنعطف:1986 - الأفيال:1986 - الاحباب والمصير:1984 - الامام البخاري:1982 - الفارس العاشق:1980 - أحلام الغروب:عماد - غدا يوم آخر - حواديت كل يوم - جبال النار - في بيتنا رجل - الهـودج - حاتم زمانه |

### مسرحيات
- دنيا حبيبتي:2014فارس
- الشبكة:2005
- فارس ايد الهون:2001
- يا طالع الشجرة تاني .. ليه ؟:1996
- بكره:1994
- كاليجولا:1992-هيليكون
- سيرك يا دنيا:1982

### سهرة تليفزيونية
| - اللحظات الأخيرة:2000 - القلب الحائر:1994 - الخوف:1994 - حكيم مصر:توفيق الحكيم | - رحلة الأحزان:رفيق - الحفلة - شهادة ميلاد - بابا جاي | - قيد المواليد - الاسطى الدكتور - رحلة الأحزان | - حساب قديم - حلال المشاكل - ألوان |

### أخرى
- مسلسل إذاعي: الإمام محمد عبده:2012-الإمام محمد عبده
- فيلم قصير: هو النهارده ايه:2007

## وصلات خارجية
- كمال أبو رية على موقع IMDb (الإنجليزية)
- كمال أبو رية على موقع الدهليز
- كمال أبو رية على موقع قاعدة بيانات الأفلام العربية